# Maddalena Sibilla di Sassonia
Maddalena Sibilla di Sassonia (Dresda, 23 dicembre 1617 – Altenburg, 6 gennaio 1668) fu principessa ereditaria di Danimarca dal 1634 al 1647, in qualità di moglie del principe ereditario Cristiano, e successivamente duchessa consorte di Sassonia-Altenburg, quale moglie del duca Federico Guglielmo II.

## Biografia
Maddalena Sibilla era la terza figlia sopravvissuta e la sesta sopravvissuta dell'intera prole di Giovanni Giorgio I, elettore di Sassonia, e di sua moglie Maddalena Sibilla di Prussia. Prima di lei erano nati Sofia Eleonora, Maria Elisabetta, Giovanni Giorgio, Augusto, e Cristiano; il suo unico fratello minore fu Maurizio.
Fu fidanzata nel 1633 con il principe Cristiano di Danimarca. Il matrimonio fu celebrato il 5 ottobre 1634 a Copenaghen, con grandi festeggiamenti. Passato alla storia in Danimarca come det store bilager ("il grande matrimonio"), quest'unione fu un tipico esempio della pompa e del grande lusso, tipici dell'età barocca. Nel corso dei festeggiamenti, fu rappresentato il primo balletto prodotto in Danimarca.
La coppia risiedette nel castello di Nykøbing. Maddalena Sibilla esercitò con discrezione il proprio ruolo di principessa ereditaria. Fece donazioni alle chiese ed al clero, venendo per questo molto lodata. In questo periodo, compose anche un libro di preghiere. Suo marito morì durante un viaggio in Sassonia, cui aveva preso parte lei stessa. Poiché dall'unione non era nato alcun figlio, alla morte del re Cristiano gli succedette il cognato di Maddalena Sibilla, Federico
Divenuta vedova, nel 1647, chiese ed ottenne Lolland-Falster quale suo feudo personale, il rango di sceriffo reale della contea di Nykøbing, della contea di Falster e di quella di Ålholm. Dopodiché, si ritirò a vivere, con le sue rendite dotali, nel sud della Danimarca.
Nel 1651 venne promessa al duca Federico Guglielmo II di Sassonia-Altenburg, e lo sposò a Dresda l'11 ottobre 1652. L'anno dopo perse le sue cariche ed i suoi territori in Danimarca.
Dal secondo marito, Maddalena Sibilla ebbe tre figli:
- Cristiano (Altenburg, 27 febbraio 1654 – Altenburg, 5 giugno 1663), principe ereditario di Sassonia-Altenburg;
- Giovanna Maddalena (Altenburg, 14 gennaio 1656 – Weissenfels, 22 gennaio 1686), sposò il 25 ottobre 1671 Giovanni Adolfo I, duca di Sassonia-Weissenfels;
- Federico Guglielmo (Altenburg, 12 luglio 1657 – Altenburg, 14 aprile 1672), duca di Sassonia-Altenburg.

Visitò la Danimarca nel 1662, in occasione del fidanzamento della principessa Anna Sofia di Danimarca con  suo nipote Giovanni Giorgio III, elettore di Sassonia. Al momento della sua morte, si disse che, nel suo intimo, era rimasta una fedele danese sino al suo ultimo giorno di vita. Maddalena Sibilla morì il 6 gennaio 1668, ad Altenburg.

## Ascendenza
|                                     |                      |                                   | Genitori                       |  |  | Nonni |  |  | Bisnonni              |  |  | Trisnonni             |  |
|                                     |                      |                                   |                                |  |  |       |  |  | Augusto I di Sassonia |  |  | Enrico IV di Sassonia |  |
|                                     |                      |                                   |                                |  |  |       |  |  | Augusto I di Sassonia |  |  | Enrico IV di Sassonia |  |
|                                     |                      | Caterina di Meclemburgo-Schwerin  |                                |  |  |       |  |  | Augusto I di Sassonia |  |  |                       |  |
| Cristiano I di Sassonia             |                      |                                   |                                |  |  |       |  |  | Augusto I di Sassonia |  |  |                       |  |
|                                     |                      | Anna di Danimarca                 | Cristiano III di Danimarca     |  |  |       |  |  |                       |  |  |                       |  |
|                                     |                      | Anna di Danimarca                 | Cristiano III di Danimarca     |  |  |       |  |  |                       |  |  |                       |  |
|                                     |                      | Anna di Danimarca                 | Dorotea di Sassonia-Lauenburg  |  |  |       |  |  |                       |  |  |                       |  |
| Giovanni Giorgio I di Sassonia      |                      | Anna di Danimarca                 |                                |  |  |       |  |  |                       |  |  |                       |  |
|                                     |                      | Giovanni Giorgio di Brandeburgo   | Gioacchino II di Brandeburgo   |  |  |       |  |  |                       |  |  |                       |  |
|                                     |                      | Giovanni Giorgio di Brandeburgo   | Gioacchino II di Brandeburgo   |  |  |       |  |  |                       |  |  |                       |  |
|                                     |                      | Giovanni Giorgio di Brandeburgo   | Maddalena di Sassonia          |  |  |       |  |  |                       |  |  |                       |  |
| Sofia di Brandeburgo                |                      | Giovanni Giorgio di Brandeburgo   |                                |  |  |       |  |  |                       |  |  |                       |  |
|                                     |                      | Sabina di Brandeburgo-Ansbach     | Giorgio di Brandeburgo-Ansbach |  |  |       |  |  |                       |  |  |                       |  |
|                                     |                      | Sabina di Brandeburgo-Ansbach     | Giorgio di Brandeburgo-Ansbach |  |  |       |  |  |                       |  |  |                       |  |
|                                     |                      | Sabina di Brandeburgo-Ansbach     | Edvige di Münsterberg-Oels     |  |  |       |  |  |                       |  |  |                       |  |
| Maddalena Sibilla di Sassonia       |                      | Sabina di Brandeburgo-Ansbach     |                                |  |  |       |  |  |                       |  |  |                       |  |
|                                     | Alberto I di Prussia | Federico I di Brandeburgo-Ansbach |                                |  |  |       |  |  |                       |  |  |                       |  |
|                                     | Alberto I di Prussia | Federico I di Brandeburgo-Ansbach |                                |  |  |       |  |  |                       |  |  |                       |  |
|                                     | Alberto I di Prussia | Sofia di Polonia                  |                                |  |  |       |  |  |                       |  |  |                       |  |
| Alberto Federico di Prussia         | Alberto I di Prussia |                                   |                                |  |  |       |  |  |                       |  |  |                       |  |
|                                     |                      | Anna Maria di Brunswick-Lüneburg  | Eric I di Brunswick-Lüneburg   |  |  |       |  |  |                       |  |  |                       |  |
|                                     |                      | Anna Maria di Brunswick-Lüneburg  | Eric I di Brunswick-Lüneburg   |  |  |       |  |  |                       |  |  |                       |  |
|                                     |                      | Anna Maria di Brunswick-Lüneburg  | Elisabetta di Brandeburgo      |  |  |       |  |  |                       |  |  |                       |  |
| Maddalena Sibilla di Prussia        |                      | Anna Maria di Brunswick-Lüneburg  |                                |  |  |       |  |  |                       |  |  |                       |  |
|                                     |                      | Guglielmo di Jülich-Kleve-Berg    | Giovanni III di Kleve          |  |  |       |  |  |                       |  |  |                       |  |
|                                     |                      | Guglielmo di Jülich-Kleve-Berg    | Giovanni III di Kleve          |  |  |       |  |  |                       |  |  |                       |  |
|                                     |                      | Guglielmo di Jülich-Kleve-Berg    | Maria di Jülich-Berg           |  |  |       |  |  |                       |  |  |                       |  |
| Maria Eleonora di Jülich-Kleve-Berg |                      | Guglielmo di Jülich-Kleve-Berg    |                                |  |  |       |  |  |                       |  |  |                       |  |
|                                     |                      | Maria d'Austria                   | Ferdinando I d'Asburgo         |  |  |       |  |  |                       |  |  |                       |  |
|                                     |                      | Maria d'Austria                   | Ferdinando I d'Asburgo         |  |  |       |  |  |                       |  |  |                       |  |
|                                     |                      | Maria d'Austria                   | Anna Jagellone                 |  |  |       |  |  |                       |  |  |                       |  |
|                                     |                      | Maria d'Austria                   |                                |  |  |       |  |  |                       |  |  |                       |  |